# Chevrouheid
Chevrouheid est un hameau de la commune de Stoumont situé en province de Liège (Région wallonne de Belgique). 
Avant la fusion des communes, ce hameau faisait partie de la commune de La Gleize.

## Histoire
- 1098: naissance de Wibald de Stavelot[1] à Chevrouheid.
- Fin XIème début XIIème siècle: naissance de Erlebald frère et successeur de Wibald
- Sous l'ancien Régime, la région faisait partie de la principauté de Stavelot-Malmédy, ayant son siège à l'Abbaye de Stavelot.